# Hua Chunying
Hua Chunying (华春莹S; Huaivin, 24 aprile 1970) è una diplomatica e politica cinese, portavoce della Cina, dal luglio 2019 Direttore dell'Informazione del Ministro degli Esteri cinese dopo esserne stata Vice Direttore dal 2014. È la quinta portavoce e la 27ª ad occupare quell'incarico da quando è stato istituito nel ministero nel 1983.

## Biografia
Nata nel 1970 ad Huaivin, Jiangsu. Il padre era stato segretario della Commissione ispettiva di disciplina del Partito comunista nell'area di Huai'an, la madre vice direttore di un distretto locale. Si è diplomata alla Nanjing University nel 1992, specializzandosi in lingua inglese alla Scuola di Lingue straniere.
Dopo la laurea, Hua è stata nominata funzionaria del Dipartimento dell'Europa occidentale. Per un periodo di 20 anni, Hua si è fatta strada fino alla posizione di portavoce. Dopo il 1995, ha trascorso quattro anni a Singapore. Dal 2003 al 2010 è stata promossa dalla sua posizione di segretaria a quella di consigliera nella Missione cinese presso l'Unione europea.
Nel 2012, Hua è stata promossa a vicedirettore del Dipartimento di Informazione del Ministero degli Esteri della Repubblica Popolare Cinese. Contemporaneamente è portavoce del Ministero degli Affari Esteri della Repubblica Popolare Cinese. Nel febbraio 2018, durante una prolungata assenza al Ministero degli Esteri, ci sono state segnalazioni che Hua fosse stata indagata per aver immagazzinato grandi quantità di dollari USA nella sua casa. Il 1º marzo 2018, Hua è tornata a lavorare come portavoce del Ministero degli Esteri. Il 18 luglio 2019 è stata nominata Direttore del Dipartimento di Informazione del Ministero degli Esteri della Repubblica Popolare Cinese, succedendo a Lu Kang. Divenne la seconda donna direttore generale del Dipartimento dell'Informazione dopo Gong Peng, il primo direttore generale di questo dipartimento.

## Vita privata
Sposata con Fan Weimin, ha una figlia.